# Diana Pequeno
Diana Pequeno (Salvador, 25 de janeiro de 1958) é uma cantora e compositora brasileira.

## Biografia
Diana Pequeno nasceu em Salvador. Morou no bairro de Nazaré. Fez o curso primário na Escola Ana Neri e no ginásio, estudou no famoso Colégio de Aplicação da Universidade Federal da Bahia (UFBa) - um dos grandes referenciais em termos de educação nos anos 1950 a 1970, que ganhou até canção dos Novos Baianos. Desse, partiu para a Universidade Federal da Bahia (UFBa), onde foi estudar Engenharia Elétrica.
Em fins dos anos 1970, quando ainda era estudante de Engenharia Elétrica, destacou-se como cantora nos palcos universitários. Passou nessa época a dedicar-se à música, buscando um repertório caracteristicamente brasileiro, misturado a baladas românticas, além das influências medievais, orientais e africanas. Musicou poemas de Mário Quintana e Cecília Meireles.
Em um determinado momento, um amigo de seu pai, Bila, que, ainda que não profissionalmente, lidava com música, perguntou se ele poderia indicar três boas cantoras para fazerem testes na RCA-Victor. A esta altura, Diana Pequeno já era conhecida nos meios universitários e midiáticos baianos; assim, seu pai resolveu indicá-la, meio que sem acreditar, junto com outras duas cantoras. Diana foi a única escolhida pela RCA-Victor - uma das gravadoras que mais projetou cantoras nos anos 1970 - e, aos 19 anos, entrava em estúdio para gravar o seu primeiro disco.

## Os primeiros discos
Radicou-se em São Paulo em 1978, quando lançou-se como cantora. Seu primeiro disco, "Diana Pequeno", que contou com direção de criação de Osmar Zan, direção artística e de estúdio de Dércio Marques e com as participações especiais de Oswaldinho do Acordeon, Gereba, José Gomes, Sérgio Sá, Silvano Michelino, Chico Moreira, Grupo Bendegó, tornando-se um grande sucesso, muito bem recebido pela crítica. Entre outras composições, gravou Cuitelinho, tema folclórico, adaptado por Paulo Vanzolini, Acalanto de Elomar, com arranjo de José Gomes, Los Caminos de Pablo Milanés, Assim Preto e Brasa Branca de Jorge Alfredo e Antônio Risério, Mestre Marajó, folclore do norte do Brasil, Disfarce de Sérgio Sá, Cancão de Fogo de Candido de Jesus Silva, e uma versão de sua autoria para a clássica balada Blowin' in the Wind, do cantor e compositor norte-americano Bob Dylan.
Em 1979, classificou-se para as finais do festival de música da extinta TV Tupi com a música Facho de Fogo, de João Bá e Vidal França, com a participação especial da cantora, compositora e instrumentista Marlui Miranda nos vocais da faixa. Nesse ano, lançou o LP Eterno Como Areia, que além da canção supracitada, contava com faixas como Esse Mar Vai Dar na Bahia, de Hilton Acioli; Campo Branco e Cantiga de Amigo, de Elomar; Camaleão, adaptada do folclore pernambucano; uma versão para Rio Largo de Profundis, da autoria de Zeca Afonso, além da música-título, de José Maria Giroldo.
Em 1980, foi classificada no festival MPB-80 da TV Globo, com a música Diverdade de Chico Maranhão, posteriormente incluída em uma nova edição do álbum Eterno como Areia. Ainda neste ano, viaja por todo o Brasil, no Projeto Pixinguinha, onde dividia o palco com o cantor e compositor Belchior, acompanhada do grupo Vozes e Violas.
Em 1981 lançou pela RCA o LP Sinal de Amor, com direção artística de Diana Pequeno e direção de estúdio do maestro José Gomes e de Carlão de Souza. Os arranjos e performances ficaram por conta de José Gomes, do grupo Vozes e Violas (Almir Sater, Papete, Carlão de Souza, Gereba e Capenga) e do grupo gaúcho Cheiro de Vida (André Gomes, Carlos Martau, Alexandre Fonseca e Paulo Supekóvia), contando ainda com a participação de Sérgio Sá e de Paulinho Pedra Azul, autor de Estrelas Nil e Vagando.
Além dessas músicas, fazem parte deste álbum: Trem do Pantanal, de Geraldo Roca e Paulo Simões, que se converteria no hino não oficial do Mato Grosso do Sul; Busca-pé de João Bá e Vidal França; Regina, tema folclórico adaptado pela própria Diana; As Flores Deste Jardim de Ricardo Villas; Laura, parceria de Diana com Lluís Llach; canção que dá nome ao disco Sinal de Amor e de Perigo de autoria de Capenga e Patinhas, além de Recolher (Arthur Andrade), Barca de Noé (Mochel) e Berço de todos os azuis (Lluís Llach/Diana Pequeno/Dércio Marques). Neste ano de 1981, viaja pelo Brasil através do Projeto Pixinguinha, desta vez dividindo o palco com o músico e compositor Sivuca, acompanhada do grupo Cheiro de Vida e do maestro e violinista José Gomes, sendo a direção do show de Agnaldo Del Fiori.
Ainda no ano de 1981, participa da primeira edição do histórico Festival de Águas Claras, conhecido como o "Woodstock", brasileiro, onde, durante três dias, milhares de pessoas acamparam para assistir aos shows de artistas como Hermeto Pascoal, Arthur Moreira Lima, Egberto Gismonti, Luiz Gonzaga, Moraes Moreira, Paulo Moura, Heraldo do Monte, Wagner Tiso, Jorge Mautner, Gilberto Gil, Alceu Valença, Almir Sater, Gonzaguinha, A Cor do Som, O Breque, Tetê Espíndola e outros, numa grande e saudável diversidade musical. Nesse mesmo ano de 1981, gravou a canção Voarás, de Paulinho Pedra Azul, no álbum de estreia do artista.
No ano seguinte, 1982, lançou o LP "Sentimento Meu", um disco bastante intimista e pessoal, em edição de luxo, com capa dupla e direção de estúdio de Carlão de Souza. A música título Sentimento meu, é de autoria de Melão e Vladimir Diniz, temos ainda Amor de Índio, de Beto Guedes e Ronaldo Bastos, Paisagem (Canção da menina e moça), em parceria com poeta Mário Quintana, Missa da Terra Sem Males, com letra de Pedro Casaldáliga e Pedro Tierra e melodia de autoria de Diana, Vida, de Lluís Llach e Diana Pequeno, Hoje te vi de Longe de Diana Pequeno e Chico Bezerra, Inverno, de André Gomes e Diana Pequeno, Que amor não me engana do autor português José Afonso, El Rossinyol, tradicional canção catalã, Irupê, de Ronaldo Mota e Ilo Krugli, e Estrela Vermelha de Ronaldo Mota. Neste álbum, os arranjos e performances ficaram por conta de Cesar Camargo Mariano, Trio D'Alma (André Geraissati, Ulisses Rocha e Rui Saleme), e Carlão de Souza. O disco foi lançado no Japão, para onde Diana viajou e apresentou-se no Yamaha Festival, com a amazônica canção Papagaio dos Cajueiros, de autoria de João Mattos, em arranjo orquestral. Em seguida, continuou sua viagem, trabalhando e vivendo na Europa.
Quando poderia ter se tornado uma das maiores cantoras do Brasil, Diana tomou a decisão de afastar-se do mainstream. Lançou ainda, em 1984, o compacto Mensageiro da Alegria. No ano seguinte, em 1985, lançou o LP O Mistério das Estrelas, caracterizado por uma sonoridade acentuadamente pop, com arranjos e regências de Rique Pantoja, Lincoln Olivetti, Eduardo Souto Neto, Flávio Venturini, Zé Américo e Jorginho Gomes. O repertório conta com músicas como Um Girassol da cor de seu cabelo, de Lô Borges e Márcio Borges, Canção de acordar, de Flávio Venturini, Coleção, de Cassiano e Paulo Zdanowski, Mais Adiante, de Jorge Alfredo e Antonio Risério, com destaque para a canção Serei Teu Bem, versão de Ronaldo Bastos para You've Got a Friend, de Carole King. Nessa mesma época, teve uma música lançada como tema de novela, algo que ela só havia feito uma vez, na Bandeirantes, com Amor de Índio, que foi usada na trilha sonora da novela Maçã do Amor: Haja Coração, que entrou na trilha da trama global De Quina pra Lua. Longe de ser uma canção ao estilo Diana Pequeno, só foi lançada no LP da novela. Aproveitou o fim do seu contrato com a RCA-Victor e não o renovou. Voltou ao curso de engenharia e graduou-se.
Voltou a morar em São Paulo e retomou seus estudos de música, passando a compor com maior assiduidade, além de dedicar-se a atividades humanitárias.
Em 1989, Diana Pequeno lança seu primeiro disco independente, chamado Mistérios, através do seu próprio selo Aquarius. Com esse álbum, Diana Pequeno inaugura uma nova forma de vender discos, ao criar a Disk-Disco Aquarius, onde o pedido era feito por telefone, e o disco entregue pelos Correios. É um disco intimista, mezzo pop, mezzo regionalista, com canções autorais, MPB e folk, sendo o mais raro e cult de Diana Pequeno. A capa é misteriosa, com a sua foto de perfil em preto e branco.
Para esse LP escreveu uma versão para um clássico do folk/pop americano da década de 70: Tudo Que Eu Quero, versão para All I Want, faixa de abertura do mais confessional dos álbuns da cantora e compositora Joni Mitchell, Blue, lançado em 1971. O LP tinha, entre outras, as músicas Olhos Abertos, de Guarabyra e Zé Rodrix; As ilhas, de Joyce; Mulher Rendeira, de Zé Martins e Zé do Norte; Mil Melodias, de Guilherme Rondon e Paulo Simões; Mistérios, de Diana Pequeno e Rui Saleme; Imagens e Sentimentos, de Diana Pequeno e Capenga; Tudo no Olhar, de Diana Pequeno e Ser Feliz É Melhor Que Nada, música do folclore de Cabo Verde, com letra de sua autoria. Neste álbum, Diana dividiu a produção com o músico Papete. Os arranjos e performances ficaram a cargo de Elias Almeida (violões e guitarra), Papete (percussão), Rui Saleme (guitarra), Maguinho (bateria), Gê (baixo), Manoel Silveira (flauta) e Diana Pequeno (vocais e vocalises).
Segue fazendo shows, viagens e algumas apresentações televisivas. No ano seguinte, em 1990, grava o álbum SIGNO, com arranjos de Ney Marques e Italo Peron. Este álbum permaneceu inédito durante vários anos, só vindo a ser lançado no ano de 2017.
Após um hiato artístico de mais de uma década, lançou em 2001 seu sétimo disco, "Cantigas", pelo selo Rádio MEC, com clássicos da música popular brasileira do século XIX ao século XX . Fruto de uma pesquisa em partituras e discos, este álbum traz 18 canções de autoria de Carlos Gomes, Villa-Lobos, Chiquinha Gonzaga, Guerra Peixe, Dorival Caymmi, Manuel Bandeira, Ferreira Gullar, Catulo da Paixão Cearense, Dom Pedro de Alcântara, Alberto Nepomuceno, Dona Branca de Gonta Colaço, Francisco Mignone, Castro Alves, Edu Lobo e Rui Guerra, além de canções folclóricas e composições de sua própria autoria, onde a cantora demonstra um evidente amadurecimento enquanto compositora. Neste álbum, Diana assumiu a direção musical, e na produção musical contou com Henrique Lissovsky e Delia Fischer. As performances e arranjos ficaram por conta de Henrique Lissovsky, Delia Fischer, Henrique Band, Edu Szajnbrum e Luciano Vazcomcello. Realizou alguns concertos com o repertório deste disco, que contaram com a participação de todos os músicos envolvidos no projeto, encerrando as apresentações, com um show no Espaço BNDES, no Rio de Janeiro.
Em 2002, apresentou-se na Sala Funarte no Rio de Janeiro onde interpretou entre outras músicas, Lua branca, de Catulo da Paixão Cearense e Canoeiro, de Dorival Caymmi, além de canções do seu repertório, como Que amor não me engana, Papagaio dos cajueiros e outras de sua autoria, algumas inéditas à época. Neste show, gravado pela TVE do Rio de Janeiro, apresentou-se ao lado de Henrique Lissovsky, com violões e percussão. É chamada de Joan Baez brasileira, pela inclusão de músicas humanistas, latinas e folclóricas, em seu repertório.
Em 2003, apresentou-se no programa A vida é um show, apresentado por Miele na TV Educadora do Rio de Janeiro (TVE), quando concedeu uma longa entrevista sobre a sua vida e carreira. Nesse programa, cuja apresentação durou uma semana, além de algumas músicas cantadas ao vivo, foram mostrados vários momentos do show Cantigas, que Diana apresentou na sala Funarte do Rio de Janeiro. 
Após um período de afastamento, em que continuou a criar música, mesmo longe do público, retorna aos palcos em 2015, em um show memorável no Theatro Municipal de São Paulo, na programação da Virada Cultural. Ainda nesse mesmo ano, realiza outro show, dessa vez no Sesc Belenzinho, e faz uma rara aparição na TV, no programa Sr. Brasil, de Rolando Boldrin, cantando Cantiga de Amigo, Trem do Pantanal e Diverdade. Logo em seguida, dá início ao lançamento de diversos álbuns autorais: Alma Gêmea (2016), Alma Calma (2016) e Alma Moura (2016), que formam a Trilogia das Almas, e expressam o amor, a espiritualidade e a ancestralidade. 
Já em 2017, lança os álbuns Signo e Xamã. Jardim Secreto é o nome do seu mais recente álbum, lançado em 2018, é um trabalho de música acústica, totalmente autoral, das canções à capa, que tem fotografia e arte da própria Diana Pequeno. 
Atualmente, continua compondo, escrevendo e desenvolvendo novos projetos. No ano 2019, participou do álbum "O Amor no Caos", de Zeca Baleiro, cantando a bela " Canção na Chuva', de autoria do próprio Zeca Baleiro. 

## Discografia
1. Diana Pequeno (1978) RCA Victor LP
2. Eterno como areia (1979) RCA Victor LP
3. Sinal de amor (1981) RCA Victor LP
4. Sentimento meu (1982) RCA Victor LP
5. Participa do álbum "Jardim da Fantasia", de Paulinho Pedra Azul, cantando com ele a faixa "Voarás" (1982) RCA Victor
6. O mistério das estrelas (1985) RCA Victor LP
7. Mistérios (1989) Aquarius/Diana Pequeno LP
8. Cantigas (2002) Selo Rádio MEC CD
9. Alma Gêmea (2016) Aquarius/Diana Pequeno CD
10. Alma Calma (2016) Aquarius/Diana Pequeno CD
11. Alma Moura (2016) Aquarius/Diana Pequeno CD
12. Signo (2017) Aquarius/Diana Pequeno CD
13. Xamã (2017) Aquarius/Diana Pequeno CD
14. JARDIM SECRETO (2018) Aquarius/Diana Pequeno CD
15. Participa do álbum "O Amor no Caos", de Zeca Baleiro, cantando com ele a faixa "Canção na Chuva"